# Karel Horák
Karel Horák (26 febbraio 1918 – 5 febbraio 1988) è stato un calciatore cecoslovacco, di ruolo portiere.

## Carriera

### Nazionale
Il 14 settembre 1946 esordisce in Nazionale contro la Svizzera (3-2). Non riesce a tenere mai la porta inviolata nelle sue sei presenze in Nazionale tra il 1946 e il 1947.

## Palmarès

### Club

#### Competizioni nazionali
- Campionato cecoslovacco: 1

Sparta Praga: 1947-1948